# Adı Mutluluk
Adi Mutluluk é uma telenovela turca, produzida pela Süreç Film e exibido pela Fox de 23 de junho a 13 de outubro de 2015, em 17 episódios, com direção de Ersoy Özlevi e roteiros de Aksel Bonfil e Hakan Bonomo
Conta com as participações de Ezgi Eyüboğlu, Kaan Yıldırım, Aslı Bekiroğlu, Dilara Aksüyek, Zeynep Bastık, Ceyhun Mengiroğlu e Orçun İynemli.

## Enredo
A história gira em torno de Kumsal uma jovem rica de uma cidade costeira chamada Çeşme. Após o encontro por acaso de Batu, juntos eles começam uma jornada para Istambul cheia de novas aventuras e experiências.

## Elenco
- Kaan Yıldırım como Batu Değirmenci
- Ezgi Eyüboğlu como Kumsal Güçlü
- Dilara Aksüyek como Dolunay Değirmenci
- Ceyhun Mengiroğlu como Eren Yüksel
- Orçun İynemli como Tatlı
- Aslı Bekiroğlu como Sera Yüksel
- Zeynep Bastık como Gonca Gül Duran
- Yağız Can Konyalı como Zeki
- Kaan Çakır como Vural Değirmenci
- Yağmur Kaşifoğlu como Yelda
- Fatih Dönmez como Taylan Yüksel
- Begüm Atak como Ipek
- Onur Alp Sancaktar como Ozan

## Recepção

### Crítica
Adı Mutluluk recebeu respostas positivas dos críticos. Mail, colunista do jornal Mesut Yar, após a primeira parte da série, não será considerada uma obra-prima, mas uma produção que não irá decepcionar, disse ele. Oya Dogan, uma das escritoras do jornal Vatan, disse que era como se ela estivesse assistindo duas séries diferentes por causa da comédia romântica e drama da série e das transições entre os dois assuntos.